# Fußballclub Lustenau 1907
Il Fußballclub Lustenau 1907, detto anche semplicemente FC Lustenau, è una società calcistica austriaca con sede nella città di Lustenau, in Vorarlberg.
Dalla stagione 2013-2014 la squadra, abbandonato lo statuto professionistico, milita nella 2. Landesklasse, la quarta divisione del campionato della Vorarlberger Fußball-Verband, nonché settima su scala nazionale.
Il più grande giocatore della storia del Lustenau fu Ernst Künz, medaglia d'argento con la nazionale austriaca alle Olimpiadi 1936.

## Storia

### La prima società del Vorarlberg
Il fondatore fu lo svizzero Emil Brüschweiler, proveniente da Romanshorn, impiegato nella società tessile Eduard Alge und Co., il quale propose ai suoi colleghi la fondazione di una società calcistica. E così, il 20 settembre 1907 al Gasthof zur Sonne, soci dissidenti del preesistente Turnverein Lustenau venne fondato il Fußballclub Lustenau 1907, il primo club calcistico del Vorarlberg. Molti dei soci del nuovo club erano ex-ginnasti del Turnverein, alcuni dei quali erano già venuti a contatto col calcio durante esperienze professionali nel Regno Unito e, sotto la guida di Karl Boesch, avevano creato la sezione calcistica in seno al Turnverein, la quale però giocò soltanto partite amichevoli contro club svizzeri e tedeschi nella zona intorno al Bodensee, perché nel Vorarlberg austriaco non esistevano altre squadre calcistiche. I primi avversari provenivano da Stachen, Costanza, Friedrichshafen e Rheineck. Il favore accordato al calcio a discapito delle altre discipline ginniche portò ben presto alla scissione, dalla quale nacque il nuovo club, il primo a carattere esclusivamente calcistico.
Da allora, lo sviluppo del calcio nel Vorarlberg fu prorompente. Nel 1913 venne fondato il Dornbirn, nel 1914 il Turnerbund Lustenau. Solo lo scoppio della prima guerra mondiale segnò una battuta d'arresto nell'evoluzione calcistica del land. Subito dopo la fine del conflitto, tuttavia, l'attività riprese prontamente, con la fondazione di Schwarz-Weiß Bregenz e Bludenz nel 1919. E grazie all'aumentato numero di formazioni esistenti, nel 1920 venne costituita la Vorarlberger Fußball-Verband, che organizzò prontamente un campionato per i club membri.
Negli anni venti il Lustenau fu la principale potenza calcistica locale, collezionò titoli e coppe regionali in serie e in due occasioni (1929 e 1937) fu vicecampione amatoriale d'Austria.

### Il secondo dopoguerra
Interrotta nuovamente l'attività con la seconda guerra mondiale, il club cambia nome in Sportclub Rapid Lustenau nel 1945, per poi riassumere dopo due anni l'originale denominazione. Negli anni cinquanta fu presenza stabile nell'Arlbergliga, secondo livello del campionato austriaco dietro la Staatsliga A. In due occasioni, nel 1957-1958 e 1958-1959, arrivò a disputare lo spareggio per la promozione nella massima serie, venendo sconfitta in entrambi i casi dall'Austria Salisburgo.
Dopo un lungo periodo di anonimato, nel 2000-2001 il club ottenne la promozione in Erste Liga, impresa bissata - dopo una momentanea retrocessione - nel 2005-2006, con un record di 27 vittorie e 3 pareggi su 30 partite nella Regionalliga West. Dalla stagione 2006-2007 milita in Erste Liga, dove si è classificata al 4º posto nel 2008, miglior risultato di sempre. Dal 2002 al 2008 la squadra è stata sotto la guida sportiva di Eric Orie, olandese, ex-calciatore con Austria Vienna e Mödling negli anni novanta e dal 1998 al 2002 giocatore del Lustenau. Nell'autunno 2008 è stato sostituito dal croato Nenad Bjelica, con il quale la squadra ottiene la permanenza in Erste Liga. Nel 2009-2010 il club finisce la stagione al 5º posto, mentre nella stagione successiva è 7° e, nel 2011-2012, 9°. La squadra avrebbe dovuto disputare lo spareggio contro la vincitrice della Regionalliga Mitte ma, a causa del ritiro della licenza professionistica al LASK Linz, ha conservato il posto in Erste Liga per la stagione 2012-2013.
L'estate del 2012 è stata caratterizzata da due episodi che hanno colpito il club: l'inchiesta della Österreichische Fußball-Bundesliga sul rilascio della licenza professionistica al Lustenau, archiviata il 12 luglio senza procedimento a carico del club e l'annuncio, il 3 agosto successivo, dell'apertura di un'inchiesta a carico del presidente Sperger, accusato dal procuratore federale di Feldkirch di frode aggravata e riciclaggio di denaro. Il 6 gennaio 2013 Damir Canadi lascia la panchina del club, sostituito da Daniel Madlener il quale viene annunciato il 9 gennaio in conferenza stampa. Il nuovo allenatore ha firmato un contratto fino a giugno 2013. Nello stesso periodo, il presidente Sperger annuncia un probabile ritorno al dilettantismo, già dalla stagione 2013-2014.
A fine stagione il club, ottavo in graduatoria, abbandona ufficialmente il professionismo e riparte dai campionati regionali. Nel 2013-2014 il Lustenau è impegnato nel campionato di 2. Landesklasse.

## Palmarès

### Competizioni nazionali
- Campionato di Arlbergliga: 2

1957-1958, 1958-1959
- Campionato di Regionalliga: 3

1999-2000, 2000-2001, 2005-2006

### Competizioni regionali
- Campionato della Bodensee Fußball-Verband: 4

1910, 1911, 1912, 1913
- Campionato del Vorarlberg: 19

1917-1918, 1920-1921, 1921-1922, 1922-1923, 1923-1924, 1924-1925, 1925-1926, 1926-1927, 1928-1929, 1930-1931, 1931-1932, 1932-1933, 1933-1934, 1934-1935, 1935-1936, 1938-1939, 1952-1953, 1955-1956, 1994-1995
- Coppa del Vorarlberg: 9

1924-1925, 1926-1927, 1933-1934, 1934-1935, 1937-1938, 1945-1946, 1993-1994, 1999-2000, 2000-2001

### Altri piazzamenti
- Campionato amatoriale: finalista

1929, 1937

## Rose delle stagioni precedenti
- 2010-2011
- 2011-2012
- 2012-2013